# Microporella stellata
Microporella stellata är en mossdjursart som först beskrevs av Addison Emery Verrill 1879.  Microporella stellata ingår i släktet Microporella och familjen Microporellidae. Inga underarter finns listade i Catalogue of Life.